# Transportes da região Morges-Bière-Cossonay
Os Transportes da região Morges-Bière-Cossonay os (TRM), é uma companhia de transportes na região de La Côte, do cantão  Vaud , na  Suíça , que liga 35 comunas da região de Morges e que compreende:
- a BAM - linha ferroviária Bière-Apples-Morges
- a MBC - transportes regionais por autocarro da região Morges/Bière/Cossona
- os TPM - transportes públicos de Morges
- o CC - funicular que liga a estação a Cossonay

O parque de veículos é constituído por 35 autocarros, 3 minibus na cidade e 10 minibus escolares.
A BAM além do transporte militar para o qual foi criado no início - Linha Bière-Apples-Morges - oferece viagens turísticas e gastronómicas com o seu programa Escapadas.

## Imagens
- E empresa em imagens